# IC 1565
IC 1565 је елиптична галаксија у сазвјежђу Рибе која се налази на листи објеката дубоког неба у Индекс каталогу.
Деклинација објекта је + 6° 44' 3" а ректасцензија 0h 39m 26,2s. Привидна величина (магнитуда) објекта IC 1565 износи 13,4 а фотографска магнитуда 14,4. IC 1565 је још познат и под ознакама IC 1567, UGC 410, MCG 1-2-47, CGCG 409-57, DRCG 2-31, PGC 2372.